# Nommo
I Nommo sono spiriti antropomorfi venerati dal popolo Dogon del Mali. Il nome può riferirsi sia ad un solo Nommo, sia al Nommo primordiale, sia ad un gruppo di Nommo. Il nome Nommo deriva da una parola Dogon che significa far bere; viene anche ricordato come Il Maestro dell'Acqua, l'Ammonitore o il Distruttore.
I Nommo vengono descritti aventi la metà dal corpo superiore umana e l'altra metà serpente, fatti d'acqua e privi di articolazioni.

## Mitologia
Il Nommo è stato il primo essere vivente creato da Amma, il dio supremo del cielo e creatore dell'universo, attraverso l'acqua fecondata dal suo seme .
Nommo si moltiplicò divenendo quattro coppie di gemelli. Uno dei gemelli si ribellò contro l'ordine stabilito da Amma, destabilizzando quindi il creato. Per purificare l'universo e ripristinare l'ordine ancestrale, Amma sacrificò un Nommo maschio ancora nell'uovo, smembrandone il corpo e sparpagliandolo per il cosmo .
I Nommo sono presenti in ogni forma d'acqua, nei raggi del sole e sono responsabili per aver dato all'uomo la parola, la tessitura e l'arte di forgiare i metalli.

## Galleria d'immagini

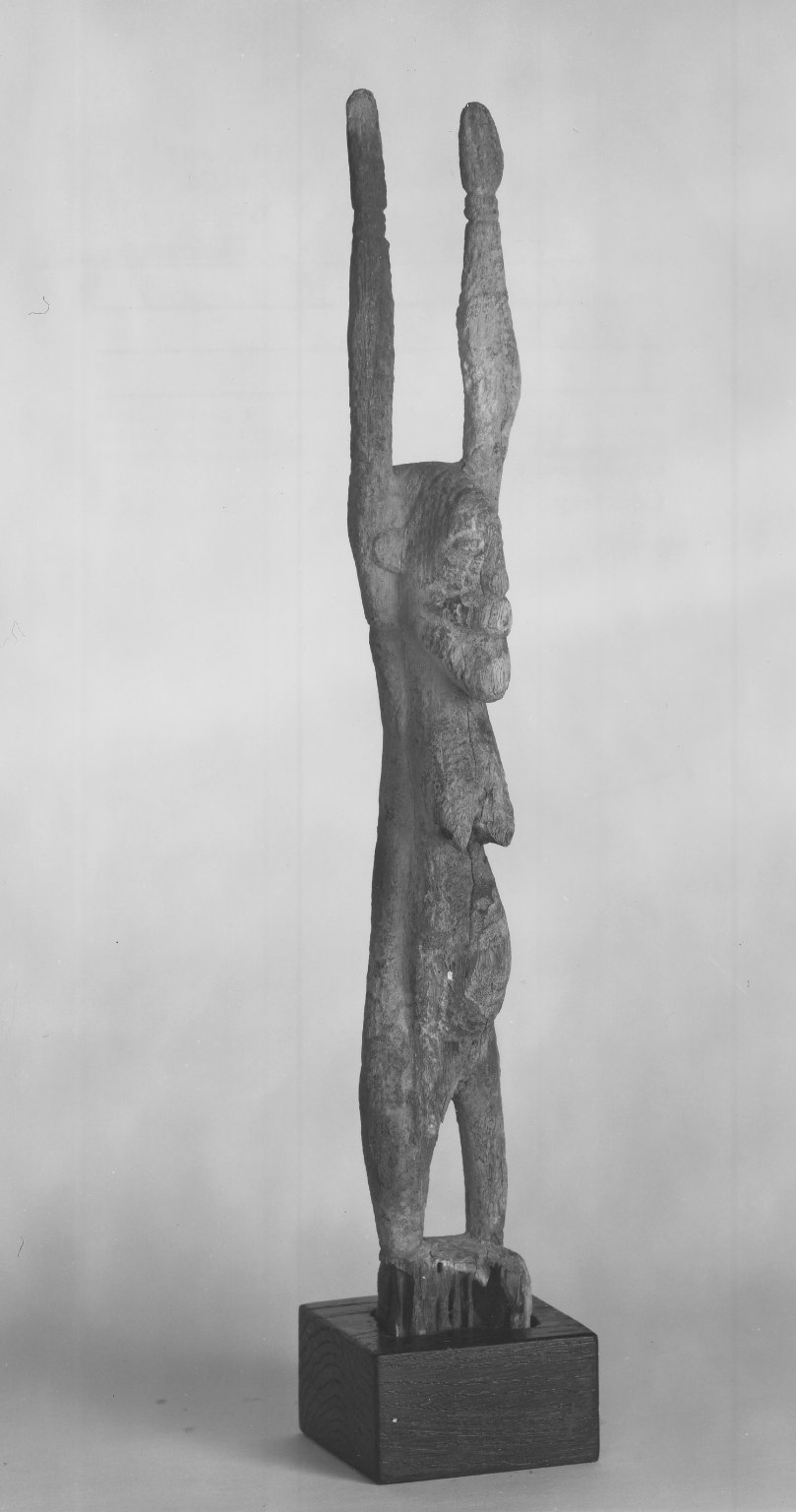
Brooklyn Museum - Figura femminile di Nommo
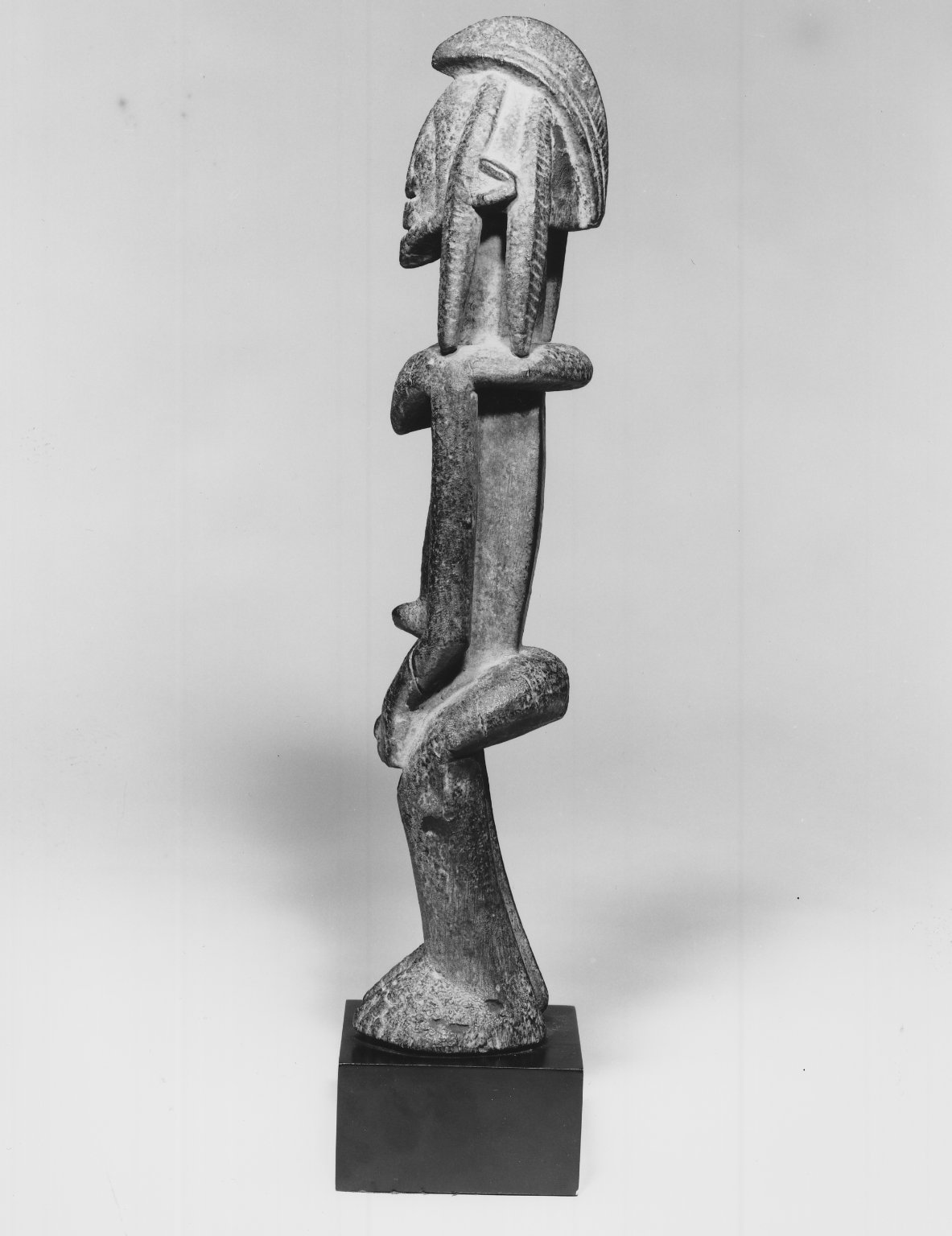
Brooklyn Museum - Figura femminile di Nommo
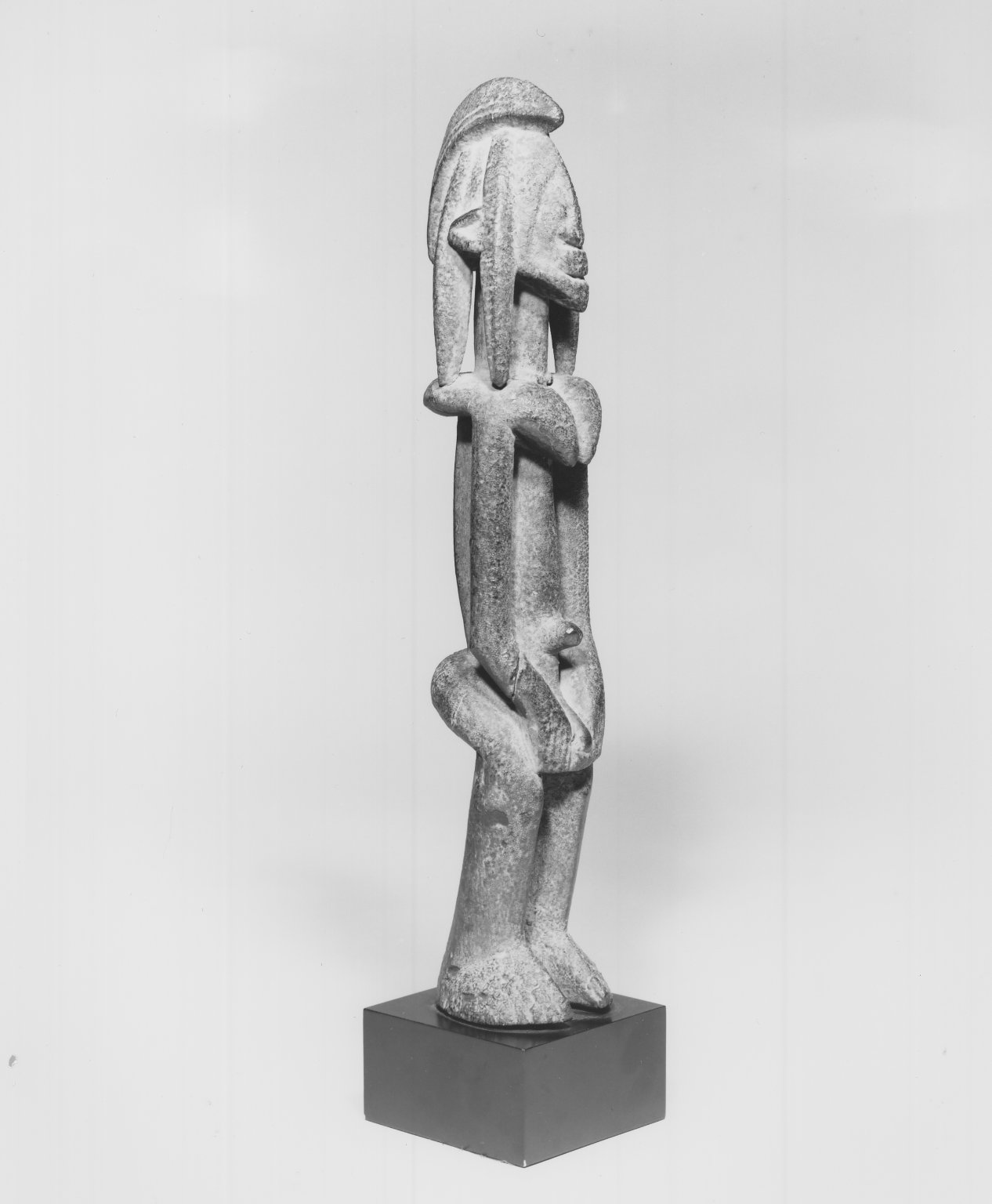
Brooklyn Museum - Figura femminile di Nommo
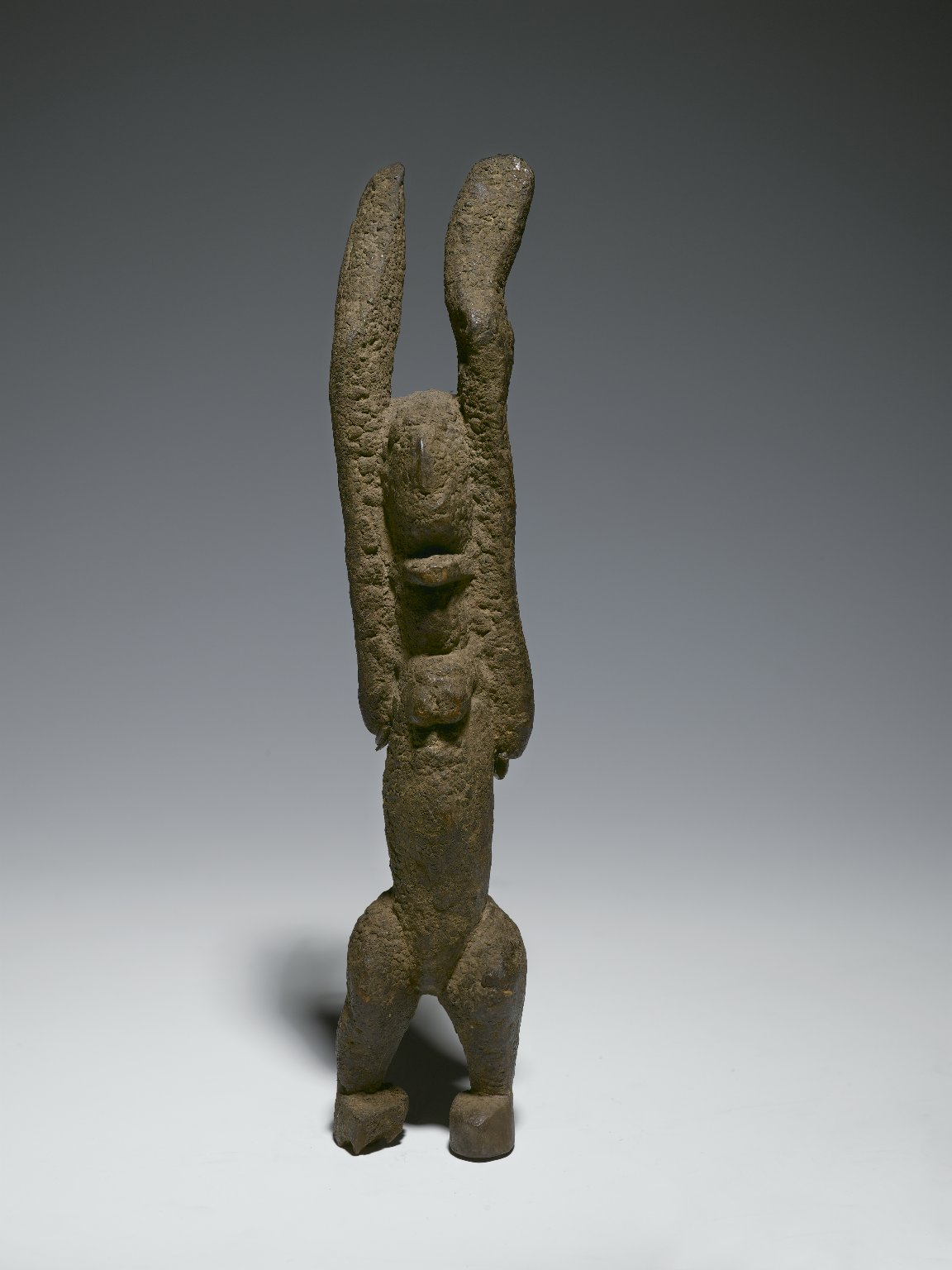
Brooklyn Museum - Nommo con braccia alzate